# El Hierro
El Hierro er en spansk ø på 278 km² og 11.659 (2023) indbyggere beliggende i det kanariske øhav i Atlanterhavet. Hovedstaden er Valverde. Det 1501 meter høje bjerg Malpaso er øens højeste punkt og ligger midt på øen. El Hierro er udpeget til biosfærereservat af UNESCO.
Verdens første 100% vedvarende energisystem, baseret på en kombination af vind- og vandkraft, er under opførelse på øen. Det er et system, som vil gøre El Hierro uafhængig af tilførsel af energi udefra.
Øen er næsten selvforsynende med fødevarer og landbruget er det bærende erhverv med produktion af landbrugsprodukter som grønsager, bananer, ananas, vin, oksekød, svinekød, fjerkræ, fåre- og lammekød, mælk, ost med mere.
El Hierro har et veludviklet transportnet. Lufthavnen, som ligger få kilometer fra øens hovedby, Valverde, har daglige afgange til Tenerife, Gran Canaria og om sommeren også til La Palma. Der er også færgeafgange fra havnen Puerto de la Estaca til Tenerife og La Gomera.

## Forvaltning
El Hierro tilhører den spanske provins Santa Cruz de Tenerife i den siden 1982 bestående Spaniens autonome regioner Kanariske øer og dermed siden 1986 til EU.
El Hierro har sit eget ø-råd, Cabildo Insular, og er siden den 15. september 2007 inddelt i tre kommuner.
Ørådets præsident er Javier Armas González (2023-).
- Valverde
- La Frontera
- El Pinar de El Hierro

Hver kommune er medlem af kommunerne på de Kanariske Øer Federación Canaria de Municipios (FECAM). Præsident for El Hierros ø-råd er side 2015 Belén Allende Riera.

## Historie
De formodede ældste bosættere på El Hierro er fra 500-100 fvt. De ældste dokumenterbare bosættere på El Hierro er fra 300 e.Kr. Men det er sikkert at de sødygtige både fra de nordlige Kanariske øer med havstrømmen traf El Hierro. I hvert fald traf de nutidige erobrere en intakt stenalderkultur på øen.
El Hierros første bosættelse fandt først sted efter det 5. århundrede før Kristus. Bosætterne, der kaldte sig Bimbaches, må have haft store vanskeligheder med at komme i land på øens stejle kyster. Men det har nok været endnu vanskeligere, med deres simple både at gå mod strømmen for at komme væk fra land igen. Forbindelsen til naboøerne har sandsynligvis været sjældent. Dog beretter et sagn, at en kvinde fra La Gomera lærte øens beboere at lave ild.
På de antikke landkort bliver øen oftest kendetegnet med Ferro, også selvom øen aldrig officielt har haft dette navn. Det nuværende navn Hierro har ikke noget at gøre med det spanske ord for jern, da der på øen overhovedet forekommer jern. Urbefolkningen kaldte deres ø Esero eller Ero, som betyder stærk, fast eller hårdt, hvormed den store basaltblok i havet beskrives anskueligt. Hero eller Hera bliver også sat i forbindelse med en brønd, måske også på grund af, at der ikke findes nogen kilder på øen, men mange brønde.
I det 14. århundrede sendte den portugisiske konge Alfonso IV. en ekspedition for at undersøge den endnu ikke udforskede ø. Deres beretning om besøget på øen var første gang El Hierro nævnes. Sømændene fra Lissabon landede 1341 på El Hierro. Kaptajnen Rodríguez Martín beskriver begejstret det milde klima og øens frugtbarhed.
1405 landede erobreren Jean de Béthencourt (en) (1362-1425) på den sydlige del af El Hierro. Han fik opgaven af den kastilanske kong Enrique III. og havde allerede erobret Lanzarote, Fuerteventura og La Gomera. Erobringen af Gran Canaria og La Gomera, og Tenerife undgik han i første omgang. Med en snedig plan endte han Bimbache-kongen Armiche (es)s fredelige herskab over El Hierro. Ifølge en overleverig havde Béthencourt forhandlet sig til at gå i forbund med kong Armiche, som kom med alle sine tilhængere til et aftalt møde på klippestranden i Naos. I stedet for at forhandle, tog Béthencourt alle de fremmødte til fange. Sådan endte urbefolkningens fredelige liv på El Hierro i slaveri. Overlevende blev tvunget til at lade sig døbe, mange kvinder blev gift med de nye herskere. Efter få årtier var den gamle kultur ødelagt.
I slutningen af det 15. århundrede fik den tidligere Bimbache-landsby Amoco på den nordøstlige del af øen navnet Santa María de Valverde og blev dermed øens hovedby.
På sin anden rejse styrede Christoffer Columbus mod La Gomera og El Hierro for at få drikkevand og fødevarer ombord. Han ville også vente på en gunstig vind, som skulle trække hans flåde på 17 skibe mod vest.
De forskellige udvandringsbølger havde deres grunde i politiske kriser, tørke og sult. Målene var blandt andet Cuba, Venezuela og Puerto Rico. Endnu i 1949/1950 sejlede store sejlskibe uden motor over Atlanterhavet med udvandrede fra øen.
I det 19. århundrede blev El Hierro interessant for Madrid. Man sendte ubekvemme politikere, militære og fritænkere til isolation på øen. Øboerne profiterede også deraf, som f. eks lægen Leandro Pérez, der var forbandet af politiske grunde.
I juli 1899 ødelagde en storbrand Valverdes rådhus og dermed også øens arkiv, som har været ført siden 1553. Mange betydningsfulde dokumenter over øens historie gik uigenkaldelig tabt. Omkring denne tid udbrød der en kopperepidemi, og tørke fulgt af voldsomme regnbyger. 1912 opstod kommunerne Valverde og La Frontera. Hver ø, og dermed også El Hierro, havde nu sin egen forvaltning og ø-regering. Den 1. verdenskrig gik sporløs forbi øen. Under den anden republik (1931–1936) blev havnen udbygget, anlagt nye veje, bedre vandforsyning og skolen blev udvidet. også 2. verdenskrig skånede øen i modsætning til de andre øer.
1948 tvang en ny tørke et stort antal af øens indbyggere til at udvandre. Øens brønde var udtørret, markene udtørrede, køer og får døde.

## Geologi
El Hierro er, som alle de andre kanariske øer af vulkanisk oprindelse. Øen er med sine cirka 1,12 millioner år det kanariske øhavs yngste. I modsætning til de fleste af de andre kanariske øer, som har en trefaset oprindelseshistorie, befinder El Hierro sig endnu i den første af disse tre faser. Da magmaen rev havbunden op, opstod der spalter i form af et ypsilon. Højdepunktet af senere udbrud var omkring 10.000 f. Kr., det yngste udbrud varede fra 4000 f. Kr. til det første årtusind e. Kr. var i forhold til det tidligere udbrud af et beskedent omfang. Langs ypsilonets akse formedes øen i flere omgange. Lavamasserne fra dengang bedækkede overvejende de sydlige og vestlige kystområder, men delvis også mod nord. De flød ned af de gamle skråninger og forstørrede øens areal. Det eneste dokumenterede udbrud, ledsaget af jordskælv var i Lomo Negro ved Playa Verodal i slutningen af 1793.
Øens nuværende form kan overvejende tilbageføres til flere bjergnedstyrtninger. Sådan styrtede for 160.000 år siden et bjerg ned i havet ved El Julan på den sydvestlige del af øen.

## Flora
Selvom El Hierro er påvirket af nordøstlige passatvinde, er vegetationen ikke så frodig som på de grønne naboøer La Palma, Tenerife eller La Gomera. Årsagen er, at store dele af øen er dækket af endnu yngre lava, og at storstilet rydning af de engang tætte skove blev efterfulgt af erosion. Men der er stadig en stor mangfoldighed af arter og nogle endemiske arter. Gode eksempler er de levende fossiler såsom drageblodstræet og nogle bregner. Fossile fund tyder på, at disse planter er efterkommere af en art fra Middelhavet, der eksisterede der for omkring en million år siden. Der uddøde de i kvartær, under den sidste istid, men de var i stand til at overleve i det konstante atlantiske klima. Andre plantearter har stadig slægtninge i Middelhavsområdet eller på det europæiske fastland, men på grund af øernes isolation har de udviklet sig anderledes. Der lever omkring elleve arter på El Hierro. Det er arter af stenurt-familien, lav, tidsler og langehoved, som for det meste vokser i de mange klippespalter.
Højden er afgørende for forekomsten af plantearter. Der er den tørre kyst op til omkring 400 merer over havets overflade, derover op til omkring 800 meter i den halvfugtige zone, og endelig op til toppen i 1500 meter den tågede region.

## Fauna

### Krybdyr
På El Hierro er firben særligt almindelige, såsom den endemiske tarentola boettgeri. Den mest almindelige øgleart (lagartos) er gallotia caesaris med en længde på op til 35 cm. Man ser ofte den langsomme ormlignende chalcides coeruleopunctatus) med stubbede ben, hvorfor den nogle gange forveksles med en slange. Der er dog ingen arter af slange på De Kanariske Øer. Havskildpadden uægte karette (Caretta caretta), der er det største krybdyr i øgruppen, lever stadig i kystvandene.
I slutningen af 2007 besluttede ø-regeringen at bygge et nyt terrarium. Projektet, som kostede omkring en million euro, blev finansieret en tredjedel af El Hierro og to tredjedele af de Kanariske Øers regering. Den første byggefase, som blev anslået til at koste €300.000, blev afsluttet i 2012. Det drejer sig om de i alt 22 bassiner i den udendørs indhegning med hegn og en container til personalet og til overvågning af anlægget.

### Fugle
Nogle fuglearter er repræsenteret på El Hierro med særlige underarter, såsom bogfinke (Fringilla coelebs ombriosa) og den afrikanske blåmejse (Cyanistes teneriffae ombriosus, "Hierroblåmejsen"). Der er også
kanariefuglen ( Serinus canaria), som ikke kan følge med sine opdrættede gule modstykker i europæiske bure, hvad angår sang og farve. Ellers er der blandt andre på El Hierro spurve, solsort, rødhals, smutter, stillits og hærfugl.
Nogle kragearter og ravn (Corvus corax) føler sig også hjemme ved siden af turteldue og kanariske klippedue (Columba livia canariensis). Truede fiskeørne yngler på nogle klipper. Der er også falke, spurvehøge, rød glente og en underart af musvåge (Buteo buteo insularum) endemisk på De Kanariske Øer. Derudover er der skovhornugle (Asio otus canariensis) og slørugle (Tyto alba gracilirostris). Berberhøne og vagtel er rigelige på øen. Ikke at glemme middelhavssølvmågen, som ikke kun findes ved kysterne, men også hyppigt på græsgangene på Nisdafe-plateauet.

## Turisme
Placeringen langt ude i Atlanterhavet i den lune passatvind indebærer et tempereret klima året rundt uden ekstreme varmegrader eller kulde.
Turistkontoret Patronato de Turismo ligger i Valverde. Øen har servicefunktioner som superrmarkeder, banker hoteller. restauranter osv. Størstedelen af øens sengepladser findes på det statsejede hotel (El Parador de Las Playas), på hoteller i hovedstaden Valverde og i omgivelserne heraf samt i området ved El Golfo. Endvidere er det muligt at leje feriehus og leje en bil.
Den 100 kilometer lange kyst er præget af markante og stejle skrænter samt et mindre antal badebugter og naturlige laguner som Charco Manso på nordsiden og Charco Azul på sydsiden.
Der er mange muligheder for at dyrke udendørssport: paragliding, bjergcykling, surfing, huleforskning, vandreture og adventuresport.
Vandrestier forbinder de kontrastfulde landskaber, marker, frodige enge, pinjeskove, subtropiske og vulkanske landskaber på den indre del af øen.
I La Dehesa findes den sidste sevenbom-skov (en art enebær) på De Kanariske Øer. Skoven består af træer med mange forskellige former. På en ufremkommelig skrænt, overfor Salmor-klipperne, er der stadig nogle få eksemplarer af E. Hierros gigantfirbenet.
På det sydligste punkt på øens sydside ligger den lille havn La Restinga, som er et sted med stille vande og gode fiskemuligheder. Mod nord er egnen omkring El Golfo adskilt fra resten af øen af mere end 1.000 meter høje klippevægge. Her er man mellem de traditionelle vinmarker begyndt at dyrke tropiske ananas.
I Frontera kan man smage El Hierros kvalitetsprodukter. Udover ananas kan las quesadillas (en slags ostekage) og især de fortrinlige vine og de lækre rygeoste kan fremhæves.
Med sine over 800 vulkaner er El Hierro den af De Kanariske Øer, der har det største antal af disse geologiske formationer. Nogle af vulkanerne udmærker sig ved en betagende naturrigdom, andre ved deres størrelse. Med hensyn til de seneste vulkanske aktiviteter bør det understreges, at der i henhold til det spanske Institut for Geografi ikke længere er nogen fare forbundet med de vulkanske eller seismiske aktiviteter på øen.

## Galleri
- Landsskabsformer:
- Fyrretræsskov
- Punta de Arenas Blancas, Stejlkyst
- El Golfo, kyst
- La Dehesa
- Charco Azul, Stejlkystog var i forhold
- Los Toscones
- Bahia de las Calcosas
- Arenas Blancas, Lavaformationer